# Dasyhelea brevicornis
Dasyhelea brevicornis är en tvåvingeart som beskrevs av Waugh och Wirth 1976. Dasyhelea brevicornis ingår i släktet Dasyhelea och familjen svidknott. Inga underarter finns listade i Catalogue of Life.